# Neuenkirchener und Neveriner Wald
Neuenkirchener und Neveriner Wald este o arie protejată (arie specială de conservare — SAC, sit de importanță comunitară — SCI) din Germania întinsă pe o suprafață de 381 ha, integral pe uscat.

## Localizare
Centrul sitului Neuenkirchener und Neveriner Wald este situat la coordonatele 53°38′19″N 13°20′02″E / 53.6386°N 13.3339°E.

## Înființare
Situl Neuenkirchener und Neveriner Wald a fost declarat sit de importanță comunitară în aprilie 2004 pentru a proteja 2 specii de animale. Situl a fost protejat și ca arie specială de conservare în august 2016.

## Biodiversitate
Situată în ecoregiunea continentală, aria protejată conține 3 habitate naturale: Lacuri eutrofice naturale cu vegetație de tip Magnopotamion sau Hydrocharition, Lacuri și iazuri distrofice naturale, Păduri de fag Asperulo-Fagetum.
La baza desemnării sitului se află mai multe specii protejate:
- amfibieni (1): buhai de baltă cu burta roșie (Bombina bombina)
- nevertebrate (1): Osmoderma eremita